# Adelaida I d'Alençon
Adelaida, Adela o Aelis de Normandia, Adelaida I d'Alençon o Adelaida de Normandia (cap a 1026 - cap a 1090) fou germanastra de Guillem el Conqueridor, va ser comtessa d'Aumâle de ple dret i abans va estar casada amb el senyor d'Aumâle.

## Biografia
Els seus pares no són coneguts amb certesa. Era potser la filla de Robert el Magnífic, duc de Normandia i d'una dona desconeguda o potser filla del duc Robert i d'Arlette, o inclús filla d'Arlette i d'Herluí de Conteville.
Es va casar en primeres noces Enguerrand II, comte de Ponthieu i senyor d'Aumale. Aquest últim va ajudar el seu cunyat Guillem d'Arques, que s'havia revoltat contra el duc de Normandia, i fou mort el 25 d'octubre de 1053 en un enfrontament a Saint-Aubin-sur-Scie. D'aquest primer matrimoni naixeren dues noies.
El duc Guillem va confiscar la terra d'Aumale la qual va erigir en comtat i el va donar a Adelaida que suposadament era la seva mitja germana. Adelaida es va casar de nou amb Lambert de Boulogne comte de Lens, germà del comte Eustaqui II de Boulogne. Lambert va morir poc després, el 1054, en un combat lliurat a Phalempin durant el setge de Lilla (1054) per l'emperador Enric III contra Balduí V, comte de Flandes.
Alguns anys més tard, Eudes II († 1115), comte de Troyes i de Meaux, va matar un noble xampanyès i es va refugiar a la cort de Normandia. El seu oncle Teobald III de Blois va aprofitar per apoderar-se dels seus comtats xampanyesos. Guillem el va casar amb la seva germanastra Adelaida.
Es casà en primers casaments amb Enguerrand II, comte de Ponthieu i senyor d'Aumale. Van tenir a: Adelaida, citada el 1098; i Elisenda, casada abans de 1091 amb Hug II de Campdavaine, comte de Saint Pol
En segones noces es va casar amb Lambert de Boulogne, comte de Lens, fill d'Eustaqui I de Boulogne. Van tenir una filla: Judit, casada el 1070 amb Waltheof, comte de Huntingdon.
En terceres noces, es va casar amb Eudes II de Meaux i Troyes dit Eudes de Blois (mort el 1115), Comte de Troyes i de Meaux. Van tenir un fill: Esteve (mort el 1127), comte d'Aumale.